# Death in June
Death in June ([dɛθ ɪn d͡ʒjuːn]) est un groupe (one-man band) britannique de musique expérimentale, pionnier du néofolk. Il est formé en 1981 par Douglas Pearce, aux côtés de Patrick Leagas et Tony Wakeford.
Dirigé principalement par Douglas Pearce après le départ de ses cofondateurs, Death in June est connu pour son utilisation délibérée d'esthétique et d'iconographie fascistes et nazies, ce qui a conduit à des annulations de concerts et des interdictions dans certains pays.

## Origines du nom
Le nom du groupe est communément interprété comme une allusion à la Nuit des longs couteaux du 29 au 30 juin 1934, où le parti nazi est « purgé » sur ordre d'Adolf Hitler de ses éléments populistes et révolutionnaires, notamment l'ensemble des dirigeants de la Sturmabteilung (SA), une organisation paramilitaire du parti. Le fondateur du groupe Douglas Pearce semble éprouver une fascination pour son chef, Ernst Röhm, assassiné cette nuit-là,. Toutefois, certains de ses collaborateurs infirment l'interprétation habituelle du nom, sans pour autant en préciser l'origine.
Selon Pearce, « au début des années 1980, Tony et moi étions impliqués dans des courants de gauche radicale alors qu'on étudiait l'histoire. En quête d'une perspective politique pour l'avenir, nous sommes tombés sur le national-bolchévisme qui a des liens étroits avec la hiérarchie de la Sturmabteilung. Des gens comme Gregor Strasser et Ernst Röhm, connus plus tard comme les « seconds révolutionnaires », ont attiré notre attention,. » Le chanteur de Death in June, Douglas Pearce, a même repris l'hymne des SA, Horst-Wessel-Lied, devenu ensuite l'hymne nazi, sur le titre éponyme de l'album Brown Book en 1987.

## Histoire

### Origines
Douglas Pearce et Tony Wakeford sont d'anciens membres du groupe de punk rock politisé, Crisis, formé en 1977. À cette période, Crisis gagne un suivi substantiel dans la scène punk britannique, en plein essor. Crisis joue à des rassemblements pour Rock Against Racism (RAR), et l’Anti-Nazi League (ANL), organisations dont Stewart Home, critique de Crisis/Death in June, écrit qu’elles étaient affiliées au Socialist Workers Party. Le SWP organise la tournée de Crisis en Norvège et Tony Wakeford avait sa carte de membre du SWP. Death in June est formé en 1981, ou 1980 selon les sources, sur les cendres de Crisis.

### Débuts et années 1990
Patrick Leagas, membre du groupe Runners from 84 se joint à eux pour former Death in June, qui s’éloigne rapidement de la scène punk et commence à rajouter à leur son des éléments électroniques et des percussions martiales. Leurs paroles restent empreintes de la poésie et d’un état d’urgence politique qu’on retrouvait dans les enregistrements de Crisis. Des titres comme Holy Water et State Laughter, sur leur premier album The Guilty Have No Pride, démontrent une fascination grandissante pour les systèmes politiques.
Tony Wakeford quitte Death in June en 1984 en raison de son appartenance au Front national britannique. Wakeford forme par la suite Above the Ruins, un groupe ouvertement fasciste. Patrick Leagas fait de même un album plus tard en avril 1985, après une courte tournée en Italie. Leagas, qui se faisait désormais appeler Patrick O-Kill, forme Sixth Comm, et Tony Wakeford forme le groupe de dark folk Sol Invictus. Depuis lors, Death in June se composera de Douglas P. et d’intervenants extérieurs. Douglas Pearce mêlera son intérêt pour la politique avec une approche plus ésotérique de son travail, notamment sous l'influence de David Tibet à partir de l'album Nada. C'est également David Tibet qui entraînera de manière décisive Death in June sur les terres de la musique folk.
Au fil des ans et des albums Douglas Pearce collabore avec certains des artistes les plus influents dans l’underground musical, des scènes de l'industriel, du néofolk, et de l’expérimentale/bruitiste. On peut dénombrer Forseti, David Tibet, Boyd Rice, Rose McDowall, Albin Julius, John Balance, Michael Cashmore, Simon Norris, et James Mannox. Boyd Rice est lui aussi un collaborateur prolifique et de longue date.

### Années 2000 à 2015
Pour la sortie de l'album Operation Hummingbird en 2000, Douglas Pearce programme sept morceaux aux samples orchestrés,. Il comprend des morceaux comme The Snows of the Enemy (Little Black Baby) et Let a Wind Catch a Rainbow on Fire, enregistrés entre juin et juillet 1999 aux Big Sound Studios, en Australie. Sur l'album All Pigs Must Die, publié en 2001, Pearce s'associe avec l'accordéoniste de Forseti, Andreas Ritter. L'année 2004 assiste à la sortie de l'album Alarm Agents en collaboration avec Boyd Rice.
En 2005 sort la compilation Abandon Tracks, qui compte, comme le titre l'indique, des morceaux enregistrés entre 1987 et 2002. Lors de son concert à Brest, en France, en 2005, organisé par le label industriel Steelwork Maschine, Douglas Pearce annonce que ce serait le dernier concert de Death in June[réf. nécessaire]. Il déserte alors la scène pendant six ans jusqu'à l'annonce, le 8 septembre 2011, de l'organisation d'une tournée européenne à l'occasion du 30e anniversaire du groupe. La sortie de l'album The Rule of Thirds en 2008 marque un retour aux style néofolk de Death in June, suivi par un pressage limité du concert Black Angel Live! Peaceful Snow/Lounge Corps, en 2010,.
Entre-temps, en avril 2009, les utilisateurs du groupe Death in June sur Yahoo! parlent des vidéos YouTube du pianiste Miro Snejdr reprenant des morceaux du groupe,. Plus tard, l'album uniquement consacré au piano Peaceful Snow est publié en novembre 2010. Les morceaux originaux seront publiés dans l'album The Snow Bunker Tapes en 2013. Depuis 2012, Miro Snejdr continue de jouer sur scène avec Death in June, au piano et à l'accordéon.
En 2013, presque tous les concerts de la tournée d'adieu du groupe prévus en France sont annulés,. Les annulations ont été pour la plupart provoquées par des collectifs antifascistes,,, accusant le groupe de faire l'apologie du nazisme et incitant ainsi les préfectures concernées à interdire les représentations de Death In June pour « risques de trouble à l'ordre public »,. L'un de ces collectifs, Rebellyon, reconnaîtra dans un article publié le 23 octobre 2013 sur son site, « un manque de recherche, une erreur d’analyse et une certaine précipitation coupable concernant Death In June et son univers ». Ce même communiqué les « amènent à présenter [leurs] excuses aux fans et au groupe ». Death In June se produira de nouveau en France en mai 2015, avec trois dates prévues : Paris, Aix-en-Provence et Brest.

## Influences
Douglas Pearce exprime son admiration pour les écrits de Friedrich Nietzsche ainsi que pour les mythes nordiques. Il a également maintes fois affirmé que les plus grandes inspirations dans sa vie sont venues de Yukio Mishima et Jean Genet.
Douglas Pearce cite également régulièrement comme faisant partie de ses influences de jeunesse Nico, Scott Walker, Ennio Morricone, les groupes Love, The Byrds[réf. nécessaire] et il est indéniable que l'influence de Joy Division est en grande partie responsable du style du groupe à son début. Sont également connus pour avoir beaucoup influencé le groupe jusque dans sa musique, les films The World that Summer, Portier de nuit, Le Prisonnier, Nuit Et Brouillard, et Requiem pour un massacre[réf. nécessaire].
L’influence de Pearce a également été primordiale dans l’évolution d’un genre musical appelé néofolk à travers l’Europe. Douglas Pearce joue régulièrement en concert avec des artistes qui sont considérés comme faisant partie de ce genre, et certains sont parfois invités sur les albums de Death in June.

### Polémique
Selon le sociologue Spencer Sunshine, Douglas Pearce aurait délibérément cultivé une posture ambiguë concernant les positions politiques de Death in June, maintenant un flou sur la question de leur affiliation à l'extrême droite. D'après lui, Tony Wakeford aurait ainsi été exclu du groupe car son engagement politique explicite aurait pu gâcher cette position délibérément équivoque maintenue par Pearce.
De très nombreuses critiques ciblent l'iconographie fasciste et nazie utilisée par le groupe, lui reprochant des « relents néo-nazis ». Si en 2013, Le Figaro ne trouve aucune cohérence politique à Death in June, ni de rapport entre leur style et la scène habituelle d'extrême-droite, l’ambiguïté qui s'en dégage, et l'utilisation délibérée des symboles en désaccord avec la loi des pays dans lesquels ils se produisent justifient les critiques. Le groupe a été interdit en 1998 en Suisse, et ses albums en 2005 en Allemagne pour cela.
À l'opposé de ces interprétations, les défenseurs du groupe mettent en avant l'orientation sexuelle de son leader, sa participation à un festival anti-raciste, ou une démarche anarchiste. Est également pointée du doigt la bien-pensance, le chantage aux subventions et l'aseptisation de la culture par l'État.
Pourtant, certaines déclarations de Douglas Pearce sont explicites. Interrogé sur ses fans eurocentristes et racialistes, Pearce répond que « selon la version qu'ils ont du racialisme eurocentrique, je me sens à l'aise avec ça 9 fois sur 10 ».

## Symbolisme et esthétiques
Un grand souci est toujours donné au packaging des albums de telle manière que chaque disque est autant un objet d’art que son contenu. Nombre d’entre eux sont édités à des pressages très limités, gravés de messages ésotériques et symboliques, et distribués à un public réduit dans différents milieux undergrounds. Cette pratique assure à Death in June un public substantiel dans le monde entier. Et d’un autre côté, ses disques les plus rares sont vendus à des prix parfois excessivement élevés aux collectionneurs et aux fans.

### Totenkopf 6
Death in June a, depuis sa création, utilisé une variation affichant un rictus de la Totenkopf ou Death's Head comme insigne, avec le chiffre « 6 » ajouté. Douglas P. a plusieurs fois déclaré que l’utilisation de ce symbole n’était aucunement une apologie des atrocités commises dans les camps d’extermination nazis, et que l’existence de ce symbole est antérieure au Troisième Reich. Quoi qu’il en soit, l’utilisation de ce symbole, rempli d’associations négatives, possède un sens tout à fait personnel, comme chacun des aspects de Death in June, qui a démontré une appréciation pour une certaine auto-discipline et le rôle primordial de l’esthétique. « La Totenkopf reprèsente la Mort, le 6 le mois de juin ». La première apparition de ce symbole sur un disque de Death In June remonte à 1982 avec la pochette du single State Laughter.

### Whiphand 6
Une main gantelée tenant un fouet dans un cercle accompagnée d’un « 6 ». Ce symbole est apparu avec la parution du single de She Said Destroy en 1984, et est expliqué par Pearce comme étant un symbole fétichiste et représentant l’idée de contrôle.

### Trois Barres
Trois barres verticales parallèles accompagnées d'un « 6 ». Bien que très basique, ce symbole provient de l'insigne de la 3e Panzerdivision SS, utilisé à partir de 1943 à Kursk. Le symbole était utilisé pour marquer les véhicules de l'unité. Dans le cadre de Death In June, il aurait été utilisé pour représenter les trois membres originels du groupe. Apparu sur la compilation Lesson One : Misanthropy! en 1986, il a rarement été réutilisé depuis.

### Runes
Les références au paganisme sont devenues à partir de 1985 de plus en plus fréquentes dans les paroles du groupe comme dans son esthétique, en particulier avec l'utilisation de runes. La rune Odal, inversée, est ainsi apparue sur le single de Come Before Christ and Murder Love en 1985, mais n'a pas été réutilisée depuis. La rune Algiz est elle apparue sur The World That Summer en 1986, et est régulièrement utilisée depuis, aussi bien sur différents disques que sur le site internet du groupe.
Enfin, une combinaison de plusieurs runes, appelée « Bind Rune », apparaît en 1987 sur To Drown a Rose puis plus régulièrement à partir de 1995 sur l'album Rose Clouds of Holocaust, et est utilisée comme une signature par Douglas Pearce. Selon lui : « En 1986, alors que j'étais hébergé pour trois nuits dans l'appartement de David Tibet qui était situé dans la maison de Freya Aswynn au nord de Londres, j'ai rêvé que je chutais au milieu d'une pluie de runes floues. Chaque nuit, j'ai réussi à suffisamment me concentrer pour qu'une rune en particulier cesse de tourniller et de tomber pour que je puisse voir de laquelle il s'agissait. Au réveil, je prenais des notes. Ce rêve s'est tu après ces 3 nuits et j'ai alors essayé de créer une rune combinée avec les trois que j'avais alors observé. Une fois cela fait, je l'ai montrée à Freya et elle m'a donné le « feu vert » sur ce projet. Ce n'est certainement pas une référence à mon nom, mais au moins ça vient de MOI. »

### Masques
Depuis les débuts de Death In June, le groupe a tendance à apparaître en uniformes, tournant souvent le dos au photographe, et portant différents masques. En 1992, à Venise, Douglas Pearce trouva un masque unique dans une boutique, qui est depuis devenu une icône liée au groupe et qui est depuis utilisé quasiment systématiquement lors des apparitions du groupe.

### Camouflage
Le groupe apparaît régulièrement portant différentes sortes de camouflages. Plus régulièrement, le camouflage allemand des Waffen SS Erbsenmuster (dit « pea-dot pattern en anglais »), bien qu'également des camouflages plus modernes comme le Flecktarn de la Bundeswehr ou le Fleckerlteppich autrichien.

## Discographie
- 1981 : Heaven Street (12")
- 1982 : State Laughter / Holy Water (7")
- 1983 : The Guilty Have No Pride
- 1984 : Burial (album studio et live)
- 1984 : She Said Destroy (7"/12")
- 1985 : Nada!
- 1985 : Archive Material (démo)
- 1985 : Born Again (7"/12")
- 1985 : Come Before Christ and Murder Love (7"/12")
- 1986 : Lesson 1: Misanthropy (compilation)
- 1986 : The Wörld Thät Sümmer
- 1987 : To Drown a Rose (10")
- 1987 : Oh How We Laughed (album live)
- 1987 : Brown Book
- 1989 : Östenbräun (avec Les Joyaux de la princesse)
- 1989 : 93 Dead Sunwheels (remixes)
- 1989 : The Corn Years (compilation)
- 1990 : 1888 (split-album avec Current 93)
- 1990 : The Guilty Have No Past
- 1990 : The Wall of Sacrifice
- 1991 : The Cathedral of Tears (compilation)
- 1992 : But What Ends When the Symbols Shatter?
- 1992 : Frankfurt Sound Depot 24-03-1991 (split album live Sol Invictus, Current 93)
- 1992 : Paradise Rising (maxi-CD)
- 1993 : The Cathedral of Tears (maxi-CD)
- 1993 : Something Is Coming (session radio en Croatie)
- 1994 : Sun Dogs (7"/Maxi-CD)
- 1995 : Black Whole of Love (remixes)
- 1995 : Rose Clouds of Holocaust
- 1995 : Death in June Presents: Occidental Martyr
- 1996 : Death in June Presents: KAPO (avec Strength through Joy)
- 1997 : Die Schuldigen und der Nebel
- 1997 : DISCriminate (compilation)
- 1998 : Kameradschaft (maxi-CD)
- 1998 : Passion! Power!! Purge!!! (maxi-CD) avec Der Blutharsch
- 1998 : Take Care and Control – avec Der Blutharsch
- 1999 : Der Tod im Juni – avec NON, Forseti, Der Blutharsch
- 2000 : We Said Destroy – split-single avec Fire and Ice
- 2000 : Operation Hummingbird – avec Der Blutharsch
- 2000 : Heilige! (album live)
- 2001 : All Pigs Must Die
- 2002 : Not Guilty and Proud (picture-LP avec des morceaux issus de The Guilty Have No Past)
- 2004 : Alarm Agents – avec Boyd Rice
- 2005 : Abandon Tracks – compilation 1987–2002
- 2005 : The Phoenix Has Risen
- 2005 : Death in June: Behind the Mask (DVD avec concerts et interview avec Douglas Pearce)
- 2006 : The Guilty Have No Pride (DVD)
- 2006 : Live in New York (DVD)
- 2006 : Free Tibet (album téléchargeable)
- 2008 : The Rule of Thirds
- 2009 : Braun Buch Zwei (remixes)
- 2010 : The Peaceful Snow
- 2010 : Lounge Corps
- 2012 : Live at the Edge of the World (DVD et 2xLP en 2013)
- 2013 :The Snow Bunker Tapes
- 2018 : Essence!